# Durlinci
Durlinci falu Horvátországban, a Károlyváros megyében. Közigazgatásilag Ozalyhoz tartozik.

## Fekvése
Károlyvárostól 20 km-re, községközpontjától 5 km-re északnyugatra a Kulpa jobb partja közelében fekszik.

## Története
A falunak 1857-ben 145, 1910-ben 176 lakosa volt. A trianoni békeszerződésig Zágráb vármegye Károlyvárosi járásához tartozott. 2011-ben 90 lakosa volt.

## Lakosság
| Lakosság változása | Lakosság változása | Lakosság változása | Lakosság változása | Lakosság változása | Lakosság változása | Lakosság változása | Lakosság változása | Lakosság változása | Lakosság változása | Lakosság változása | Lakosság változása | Lakosság változása | Lakosság változása | Lakosság változása | Lakosság változása |
| ------------------ | ------------------ | ------------------ | ------------------ | ------------------ | ------------------ | ------------------ | ------------------ | ------------------ | ------------------ | ------------------ | ------------------ | ------------------ | ------------------ | ------------------ | ------------------ |
| 1857               | 1869               | 1880               | 1890               | 1900               | 1910               | 1921               | 1931               | 1948               | 1953               | 1961               | 1971               | 1981               | 1991               | 2001               | 2011               |
| 145                | 176                | 177                | 163                | 155                | 176                | 169                | 200                | 191                | 187                | 152                | 161                | 125                | 118                | 89                 | 90                 |

## Nevezetességei
Szent Balázs tiszteletére szentelt kápolnája. A kápolnát már 1668-ban említik, a Zrínyi-Frangepán családok által építtetett mediterrán típusú kápolnaként írják le, fa előcsarnokkal, harangdúccal és famennyezettel. A kápolna mai megjelenését a 18. és 19. századi felújítások során nyerte el. Egyhajós, téglalap alaprajzú épület, a hajó szélességével egyező, sokszögletű szentéllyel és a szentélytől északra később hozzáépített négyszögletes sekrestyével. A hajó feletti mennyezetet dongaboltozat váltotta fel, a szentélyt pedig félkupolával fedték. A főhomlokzatot a korábbi harangdúc helyett harangtorony uralja, melynek földszinti részén található a bejárati előcsarnok, felül pedig egy hosszúkás piramis alakú sisak zárja le. A kápolna kőből épült, a harangtorony sarkait, a sekrestyét és az oldalhomlokzatokat a nyílásokon ismétlődő négyszögletes vakolatelem díszíti.